# 이윤수 (정치인)
이윤수(李允洙, 1938년 9월 16일~)는 대한민국의 정치인이다. 제14·15·16대 국회의원을 지냈다.

## 학력
- 휘문고등학교 졸업

## 경력
- 제7대 대통령 선거 김대중 신민당 대통령 후보 비서 및 경호원
- 민주당 중앙위원
- 민중당, 신민당 당직자
- 4월 혁명 청년동지회장
- 신민당 사무총장 보좌관
- 신민당 경기도 지부 청년국장 및 부위원장
- 신민당 중앙상무위원
- 민주화추진협의회 발기인 및 운영위원
- 헌정민권회 이사
- 평화민주당 창당발기인
- 평화민주당 부정선거대책위원회 부위원장
- 제14·15·16대 국회의원
- 새정치국민회의 원내부총무
- 새정치국민회의 당무위원
- 새정치국민회의 원내수석부총무
- 새정치국민회의 경기도 지부 위원장
- 새천년민주당 원내수석부총무
- 새천년민주당 경기도 지부 위원장
- 새천년민주당 최고위원
- 국회 환경노동위원회 위원장
- 국회 예산결산특별위원회 위원장
- 국회 스카우트연맹 회장
- 국회 입법정책연구회 회장
- 한국-일본의원연맹 운영위원장
- 한국-멕시코의원친선협회 회장
- 한국-중국의원외교협의회 부회장
- 한국태권도청소년연맹 총재
- 한진그룹 고문

## 역대 선거 결과
|  | 5.14% |

|  | 6.83% |

|  | 26.63% |

|  | 48.56% |

|  | 37.13% |

|  | 41.42% |

|  | 9.87% |

|  | 11.70% |

|  | 2.45% |

## 소속 정당
| 소속 정당 | 소속 정당      | 소속 기간 | 비고           |
| --------- | -------------- | --------- | -------------- |
|           | 민주당         | 1960~1961 | 정계 입문      |
|           | 무소속         | 1961~1963 | 정당 해산      |
|           | 민주당         | 1963~1965 | 창당           |
|           | 민중당         | 1965~1967 | 합당           |
|           | 신민당         | 1967~1969 | 합당           |
|           | 무소속         | 1969      | 자진 정당 해산 |
|           | 신민당         | 1969~1973 | 정당 재등록    |
|           | 무소속         | 1973      | 탈당           |
|           | 민주통일당     | 1973~1980 | 창당           |
|           | 무소속         | 1980~1985 | 정당 해산      |
|           | 신한민주당     | 1985~1987 | 창당           |
|           | 무소속         | 1987      | 탈당           |
|           | 통일민주당     | 1987      | 창당           |
|           | 무소속         | 1987      | 탈당           |
|           | 평화민주당     | 1987~1991 | 창당           |
|           | 신민주연합당   | 1991      | 당명 변경      |
|           | 민주당         | 1991~1995 | 합당           |
|           | 무소속         | 1995      | 탈당           |
|           | 새정치국민회의 | 1995~2000 | 창당           |
|           | 새천년민주당   | 2000~2002 | 합당           |
|           | 무소속         | 2002      | 탈당           |
|           | 국민통합21     | 2002      | 입당           |
|           | 무소속         | 2002      | 탈당           |
|           | 새천년민주당   | 2002~2005 | 복당           |
|           | 민주당         | 2005~2007 | 당명 변경      |
|           | 중도통합민주당 | 2007      | 합당           |
|           | 민주당         | 2007      | 당명 변경      |
|           | 무소속         | 2007~2008 | 탈당           |
|           | 자유선진당     | 2008      | 입당           |
|           | 무소속         | 2008~2012 | 탈당           |
|           | 새누리당       | 2012~2017 | 입당 정계 은퇴 |
|           | 자유한국당     | 2017~2019 | 당명 변경      |
|           | 무소속         | 2019~2020 | 탈당           |
|           | 미래통합당     | 2020      | 복당           |
|           | 국민의힘       | 2020~현재 | 당명 변경      |

## 같이 보기
- 성남시 수정구 (선거구)
- 성남시 수정구의 국회의원